# Гонау (Люцерн)
Гонау (нім. Honau LU) — громада  в Швейцарії в кантоні Люцерн, виборчий округ Люцерн-Ланд.

## Географія
Громада розташована на відстані близько 80 км на схід від Берна, 12 км на північний схід від Люцерна.
Гонау має площу 1,3 км², з яких на 12,9% дозволяється будівництво (житлове та будівництво доріг), 66,1% використовуються в сільськогосподарських цілях, 19,4% зайнято лісами, 1,6% не є продуктивними (річки, льодовики або гори).

## Демографія
2019 року в громаді мешкало 401 особа (+7,2% порівняно з 2010 роком), іноземців було 7,2%. Густота населення становила 321 осіб/км².
За віковим діапазоном населення розподілялося таким чином: 21,9% — особи молодші 20 років, 67,1% — особи у віці 20—64 років, 11% — особи у віці 65 років та старші. Було 151 помешкань (у середньому 2,6 особи в помешканні).
Із загальної кількості 151 працюючого 16 було зайнятих в первинному секторі, 8 — в обробній промисловості, 127 — в галузі послуг.